# Villa-Lobos (cràter)
Villa-Lobos és un cràter d'impacte en el planeta Mercuri de 67 km de diàmetre. Porta el nom del compositor brasiler Heitor Villa-Lobos (1887-1959), i el seu nom va ser aprovat per la Unió Astronòmica Internacional el 2015.